# Devèzes de Lapanouse et du Viala-du-Pas-de-Jaux
Devèzes de Lapanouse et du Viala-du-Pas-de-Jaux este o arie protejată (sit de importanță comunitară — SCI) din Franța întinsă pe o suprafață de 1.585 ha, integral pe uscat.

## Localizare
Centrul sitului Devèzes de Lapanouse et du Viala-du-Pas-de-Jaux este situat la coordonatele 43°58′31″N 3°03′54″E / 43.97528°N 3.065°E.

## Înființare
Situl Devèzes de Lapanouse et du Viala-du-Pas-de-Jaux a fost declarat arie specială de conservare în baza directivei 92/43 din 1992 referitoare la conservarea habitatelor naturale și a faunei și florei sălbatice pentru a proteja 1 specie de animale.

## Biodiversitate
Situată în ecoregiunea mediteraneană, aria protejată conține 5 habitate naturale: Formațiuni stabile xerotermofile de Buxus sempervirens pe pante stâncoase (Berberidion p.p.), Pajiști uscate seminaturale și facies de acoperire cu tufișuri pe substraturi calcaroase (Festuco-Brometalia) (* situri importante pentru orhidee), Pseudostepă cu ierburi și specii anuale de Thero-Brachypodietea, Formațiuni de Juniperus communis pe lande sau pajiști calcaroase, Pajiști carstice calcaroase sau bazofile, de Alysso-Sedion albi.
La baza desemnării sitului se află o specie protejată de  nevertebrate: fluturele auriu (Euphydryas aurinia).
Pe lângă speciile protejate, pe teritoriul sitului au mai fost identificate 1 specie de păsări.